# Ukhnaagiin Khürelsükh
Ukhnaagiin Khürelsükh (in lingua mongola: Ухнаагийн Хүрэлсүх; Ulan Bator, 14 giugno 1968) è un politico e militare mongolo, Presidente della Mongolia dal 25 giugno 2021.

È stato Primo Ministro della Mongolia dal 4 ottobre 2017 al 27 gennaio 2021 ed è stato presidente del partito di governo, il Partito Popolare Mongolo, fino al suo insediamento. È stato eletto al Parlamento della Mongolia quattro volte: nel 2000, 2004, 2012 e 2020.

## Biografia
Khürelsükh è nato da una famiglia di autisti nel giugno 1968 a Ulan Bator, in Mongolia. Suo padre, Ukhnaa, nacque nella provincia di Khentii, spingendo Khürelsükh a prendere il luogo di nascita di suo padre come suo collegio elettorale. In un'intervista che ha rilasciato per TV25, Khürelsükh ha dichiarato che suo padre ha incontrato sua madre nella provincia di Govi-Altai mentre stava costruendo pozzi. La coppia si trasferì quindi nella capitale Ulan Bator, dove nacque Khürelsükh. Prima della sua nascita, suo padre e sua sorella maggiore trovarono una piccola ascia di bronzo accanto a un pozzo termale, spingendo così la famiglia a chiamare il neonato Khürelsükh, che letteralmente significa ascia di bronzo. Khürelsükh ha un fratello maggiore, una sorella maggiore e due fratelli minori, la maggior parte dei quali sono anche autisti.
Khürelsükh si è diplomato alla scuola secondaria n. 2 nel 1985. Si è laureato presso l'Università della Difesa nel 1989, con una specializzazione in studi politici. Ha studiato amministrazione pubblica presso l'Istituto di amministrazione statale e sviluppo gestionale e diritto presso l'Università nazionale della Mongolia, dove si è laureato rispettivamente nel 1994 e nel 2000.

## Vita privata
Khürelsükh è sposato e ha due figlie. La moglie è una maestra d'asilo, mentre la figlia maggiore è docente universitaria di diritti umani. Gli piace suonare la chitarra con la sua band chiamata 'Pals', che si è formata quando ha compiuto 50 anni. È anche un appassionato di moto, fondando il fan club Harley-Davidson in Mongolia.